# Emiliano (presidente)
Emiliano (em latim: Aemilianus) foi um oficial romano do século III, ativo durante o reinado do imperador Valeriano (r. 253–260). Era governador de Tarraco em 259 com o ofício de presidente da Hispânia Citerior. Também serviu como juiz sob Galiano (r. 253–268).